# Sitch de Polésie
Pour les articles homonymes, voir Sietch (homonymie).
La Sitch de Polésie est l'une des trois formations insurrectionnelles ukrainiennes apparues au cours de la Seconde Guerre mondiale. Celle-ci prit forme en juin 1940 sous l'égide du gouvernement en exil de la République populaire ukrainienne, alors que la région, polonaise jusque-là, venait d'être annexée en septembre 1939 par les soviétiques en application du pacte Hitler-Staline. La Polésie historique est aujourd'hui partagée entre la Pologne et la Biélorussie. Mais le bassin polésien de la géographie physique, donc la Volhynie et une partie de la Zaporogue historiques ukrainiennes, déborde sur l'Ukraine, d'où la dénomination de Sitch de Polésie pour ce mouvement de résistance opposé à la fois aux soviétiques et aux nazis.

## Histoire
Ses premières activités anti-soviétiques se déroulèrent à Sarny. L'objectif était alors d'attaquer le NKVD soviétique, les prisons, les centres de mobilisation de l'armée et de saisir des armes et des munitions. En juillet 1941, lorsque Hitler attaque l'URSS, la Sitch, dirigée par Taras Borovets, fut reconnue par les autorités allemandes comme une milice locale dont la mission principale était alors de débarrasser la Polésie des dernières poches de résistance soviétique avant que ces dernières ne se regroupent en détachements de partisans.
En août 1941 Taras Borovets obtint le soutien de l'OUN d'Andriï Melnyk. Aidé par une équipe d'officiers de l'Armée populaire ukrainienne en exil, il put augmenter ses forces de plusieurs milliers d'hommes. Le chef d'état-major de la Sitch fut Petro Smorodsky, un lieutenant et colonel de l'Armée de l'UNR. Après avoir vaincu le 21 août 1941 à Olevsk une force soviétique, Taras Borovets y établit son commandement.
Une fois éliminées les troupes et les formations de partisans soviétiques de Podolie, la Sitch entre en conflit avec les Allemands qui exigent sa démobilisation le 15 novembre 1941. Taras Borovets s'y refuse et passe dans la clandestinité : en mars 1942 la Sitch se constitue en Armée insurrectionnelle ukrainienne (à ne pas confondre avec les UPA de l'OUN) qui commence ses activités anti-allemandes à la fin du mois d'avril en 1942. Sa plus grande victoire eut lieu à Chepetivka le 19 août. À l'automne 1942 Taras Borovets signa un armistice avec les partisans soviétiques, rompu en février 1943. À ce moment, l'ex-Sitch devenue AIU doit lutter sur deux fronts, à la fois anti-nazi et anti-soviétique, et perd beaucoup de combattants : ce sont les unités partisanes de l'OUN de Stepan Bandera qui deviennent la force insurrectionnelle ukrainienne la plus importante.
Les pertes en hommes que connut l'UPA rivale d'une part, et la quasi-famine provoquée par la guerre et les réquisitions allemandes, contraignent Taras Borovets à regrouper les survivants en une Armée révolutionnaire du peuple ukrainien plus restreinte. Le 18 août 1943, sa force fut entourée et désarmée par l'UPA de Stepan Bandera, qui intégra les derniers combattants. Taras Borovets lui-même réussit toutefois à s'échapper et resta actif jusqu'en novembre 1943.